# كيت وولف (ملحنة)
كيت وولف (بالإنجليزية: Kate Wolf)‏ هي ملحنة ومغنية مؤلفة أمريكية، ولدت في 27 يناير 1942 في سان فرانسيسكو في الولايات المتحدة، وتوفي بنفس المكان في 10 ديسمبر 1986 بسبب ابيضاض الدم.

## وصلات خارجية
- الموقع الرسمي
- كيت وولف على موقع IMDb (الإنجليزية)
- كيت وولف على موقع ميوزك برينز (الإنجليزية)
- كيت وولف على موقع ديسكوغز (الإنجليزية)